# Quận Weakley, Tennessee
Quận Weakley là một quận thuộc tiểu bang Tennessee, Hoa Kỳ.
Quận này được đặt tên theo. Theo điều tra dân số của Cục điều tra dân số Hoa Kỳ năm 2000, quận có dân số người. Quận lỵ đóng ở Dresden6. Thành phố lớn nhất là Martin. Quận có Đại học Tennessee tại Martin.

## Địa lý
Theo Cục điều tra dân số Hoa Kỳ, quận có diện tích 1507 km2, trong đó có 4 km2 là diện tích mặt nước.

## Thông tin nhân khẩu

Tháp tuổi quận Weakley

### Quận giáp ranh
- Quận Graves, Kentucky (bắc)
- Quận Henry (đông)
- Quận Carroll (đông nam)
- Quận Gibson (tây nam)
- Quận Obion (tây)